# Nguyễn Phú Trọng
Nguyễn Phú Trọng (14 tháng 4 năm 1944 – 19 tháng 7 năm 2024) là một chính khách, nhà báo người Việt Nam. Ông từng đảm nhiệm chức vụ Ủy viên Bộ Chính trị, Tổng Bí thư Ban Chấp hành Trung ương Đảng Cộng sản Việt Nam từ ngày 19 tháng 1 năm 2011 cho đến khi qua đời vào ngày 19 tháng 7 năm 2024; và Bí thư Quân ủy Trung ương. Bên cạnh đó, ông còn từng giữ một số chức vụ khác bao gồm Ủy viên Thường vụ Đảng ủy Công an Trung ương; Trưởng Ban Chỉ đạo Trung ương về phòng, chống tham nhũng, tiêu cực; Đại biểu Quốc hội Việt Nam khóa XV nhiệm kì 2021–2026 và là một trong những Đại biểu thuộc Đoàn Đại biểu Quốc hội thành phố Hà Nội. Trước đó, ông cũng từng là Chủ tịch Quốc hội thứ 9 của nước Cộng hòa xã hội chủ nghĩa Việt Nam từ năm 2006 đến năm 2011 và kiêm nhiệm chức vụ Chủ tịch nước thứ 10 của nước Cộng hòa xã hội chủ nghĩa Việt Nam từ năm 2018 đến năm 2021.
Ông Trọng gia nhập Đảng Cộng sản Việt Nam vào năm 1967 và thăng tiến nhanh chóng nhờ công tác chính trị. Sau đó, ông gia nhập Ban Chấp hành Trung ương của Đảng vào năm 1994, Bộ Chính trị năm 1997 và Quốc hội vào năm 2002. Từ năm 2000 đến năm 2006, ông nguyên là Bí thư Thành ủy Hà Nội, vị trí lãnh đạo cao nhất của Thành ủy Hà Nội. Sau khi Chủ tịch Quốc hội đương nhiệm là ông Nguyễn Văn An từ chức, ông trở thành Chủ tịch Quốc hội kế nhiệm từ năm 2006 đến năm 2011, chính thức bước vào "Tứ trụ" của Nhà nước Việt Nam.
Ông được bầu làm Tổng Bí thư tại Đại hội XI năm 2011 và tái đắc cử tại Đại hội XII vào năm 2016. Trong thời gian lãnh đạo, ông đã theo đuổi một chiến dịch chống tham nhũng rộng rãi mang tên Chiến dịch đốt lò được chính ông khởi xướng từ năm 2013, đã lôi kéo hàng nghìn quan chức cấp cao bị điều tra, bắt giữ hoặc thôi các chức vụ. Trong đó, 11 Ủy viên Bộ Chính trị đã bị phát hiện dính líu đến các vụ án tham nhũng mà ông Trọng điều tra, khiến cho 1 người là ông Đinh La Thăng bị bắt giam, 1 người bị cách chức, 2 người bị cảnh cáo và 7 người buộc phải thôi chức (trong đó có 2 Chủ tịch nước là ông Nguyễn Xuân Phúc và ông Võ Văn Thưởng, 1 Chủ tịch Quốc hội là ông Vương Đình Huệ phải từ chức khi chưa hết nhiệm kì).
Vào ngày 23 tháng 10 năm 2018, sau khi Chủ tịch nước Trần Đại Quang qua đời 1 tháng trước vì căn bệnh virus máu, Nguyễn Phú Trọng được Quốc hội Việt Nam khóa XIV bầu làm Chủ tịch nước thứ 10 của Việt Nam. Việc này đã đưa ông chính thức trở thành người thứ ba trong lịch sử của Đảng Cộng sản Việt Nam nắm giữ cả hai chức vụ đứng đầu Đảng Cộng sản và Nhà nước, sau Hồ Chí Minh và Trường Chinh. Tại Đại hội XIII vào năm 2021, ông tái đắc cử Tổng bí thư trở thành nhà lãnh đạo thứ ba của Việt Nam đảm nhiệm nhiệm kì thứ ba (sau Hồ Chí Minh và Lê Duẩn). Tháng 9 năm 2023, trong chuyến thăm Việt Nam của Tổng thống Hoa Kỳ Joe Biden, hai nhà lãnh đạo đã đồng ý nâng cấp quan hệ ngoại giao Việt–Mỹ lên Đối tác Chiến lược toàn diện mà không qua Đối tác Chiến lược, đưa Hoa Kỳ trở thành quốc gia thứ 5 có quan hệ ngoại giao cao nhất với Việt Nam. Sự kiện này đã trở thành sự kiện ngoại giao lớn vì trước đó Việt Nam và Hoa Kỳ là hai nước đối địch trong Chiến tranh Việt Nam.
Nguyễn Phú Trọng qua đời vào lúc 13 giờ 38 phút ngày 19 tháng 7 năm 2024 ở tuổi 80 sau một thời gian bệnh tật. Trong nhiệm kỳ của mình, ông được đánh giá cao khi theo đuổi chiến dịch chống tham nhũng, trực tiếp điều tra nhiều quan chức cấp cao ở mức độ chưa từng có trong lịch sử chính trị Việt Nam. Chính sách đối ngoại của ông, được gọi là "ngoại giao cây tre", đã tìm cách cân bằng quan hệ của Việt Nam với cả Hoa Kỳ, Trung Quốc và Nga. Ông được đánh giá là một trong những nhà lãnh đạo có ảnh hưởng nhất của Việt Nam kể từ Hồ Chí Minh.

## Tiểu sử
Nguyễn Phú Trọng sinh ngày 14 tháng 4 năm 1944 tại thôn Lại Đà, xã Đông Hội, huyện Đông Anh (nay là xã Đông Anh), thành phố Hà Nội tại một gia đình bần nông và là con út trong số bốn anh chị em.

### Học vấn
Từ năm 1957 đến năm 1963, ông học trường cấp hai và cấp ba Nguyễn Gia Thiều tại huyện Gia Lâm (nay thuộc quận Long Biên, Hà Nội).
Năm 1963, ông theo học Khoa Văn tại trường Đại học Tổng hợp Hà Nội và tốt nghiệp bằng Cử nhân Ngữ văn.
Tháng 8 năm 1973, Nguyễn Phú Trọng được cử đi học lớp nghiên cứu sinh về kinh tế chính trị tại Trường Nguyễn Ái Quốc (nay là Học viện Chính trị Quốc gia Hồ Chí Minh). Khóa học sau đó đã kết thúc vào tháng 4 năm 1976.
Từ tháng 9 năm 1981 đến tháng 8 năm 1983, ông tiếp tục được cử sang Liên Xô làm nghiên cứu sinh và bảo vệ thành công luận án phó tiến sĩ ở bộ môn Khoa học Lịch sử tại Viện Hàn lâm Khoa học xã hội thuộc Trung ương Đảng Cộng sản Liên Xô (Акаде́мия обще́ственных нау́к при ЦК КПСС).
Năm 1992, Nguyễn Phú Trọng đã được nhà nước phong hàm phó giáo sư và vào năm 2002 ông được phong hàm lên Giáo sư chuyên ngành Xây dựng Đảng.

## Sự nghiệp chính trị
Vào ngày 19 tháng 12 năm 1967, Nguyễn Phú Trọng đã chính thức trở thành đảng viên của Đảng Lao Động Việt Nam.

### Cơ quan tuyên truyền
Từ tháng 12 năm 1967, ông công tác tại tạp chí Học tập (tiền thân Tạp chí Cộng sản), một trong ba cơ quan tuyên truyền quan trọng nhất của Đảng Cộng sản Việt Nam.
Tháng 8 năm 1983, Nguyễn Phú Trọng từ Liên Xô về nước, tiếp tục công tác ở Ban Xây dựng Đảng của Tạp chí Cộng sản. Sau đó ông được đề bạt làm Phó trưởng ban vào tháng 10 năm 1983 rồi Trưởng ban vào tháng 9 năm 1987, Ủy viên Ban biên tập tháng 3 năm 1989, Phó tổng biên tập tháng 5 năm 1990 và Tổng biên tập tháng 8 năm 1991.
Từ ngày 20 đến ngày 25 tháng 1 năm 1994, tại Hội nghị đại biểu toàn quốc giữa nhiệm kỳ của Đảng Cộng sản Việt Nam họp ở Hà Nội, ông đã cùng với 19 người khác được bầu bổ sung vào Ban Chấp hành Trung ương Đảng Cộng sản Việt Nam khoá VII nhiệm kì 1991-1996.

### Sự nghiệp tại Hà Nội
Tháng 8 năm 1996, Nguyễn Phú Trọng được điều làm Phó Bí thư Thành ủy Hà Nội kiêm Trưởng Ban cán sự Đại học, phụ trách công tác tuyên giáo của Thành ủy. Cũng vào tháng 3 năm 1998, ông lên làm Phó Chủ tịch Hội đồng Lý luận Trung ương, phụ trách công tác tư tưởng - văn hóa và khoa giáo của Đảng Cộng sản Việt Nam.
Tháng 12 năm 1997, tại Hội nghị lần thứ tư Ban Chấp hành Trung ương Đảng khóa VIII, ông được bầu bổ sung vào Bộ Chính trị Ban Chấp hành Trung ương Đảng Cộng sản Việt Nam khoá VIII. Từ tháng 8 năm 1999 cho tới hết nhiệm kì của Đại hội VIII năm 2000, ông đã tham gia Thường trực Bộ Chính trị của Ban Chấp hành Trung ương Đảng Cộng sản Việt Nam khoá VIII; trực tiếp chỉ đạo việc biên soạn Văn kiện Đại hội IX của Đảng.
Vào tháng 1 năm 2000, Nguyễn Phú Trọng nhậm chức Bí thư Thành ủy Hà Nội. Tháng 11 năm 2001, ông cũng kiêm nhiệm thêm chức Chủ tịch Hội đồng Lý luận Trung ương, phụ trách công tác lý luận của Đảng. Từ đầu năm 2003, ông đã trực tiếp chỉ đạo công tác tổng kết 20 năm Đổi Mới, chuẩn bị và biên soạn tiếp Văn kiện Đại hội X của Đảng.

### Đại biểu Quốc hội
Ông còn là Đại biểu Quốc hội Việt Nam từ khóa XI đến khóa XV thuộc đoàn đại biểu Thành phố Hà Nội.

## Chủ tịch Quốc hội

### Khóa XI

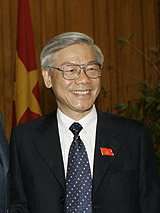
Nguyễn Phú Trọng năm 2006

Ngày 26 tháng 6 năm 2006, ông đảm nhận chức vụ Chủ tịch Quốc hội khóa XI do người tiền nhiệm là ông Nguyễn Văn An từ chức để nghỉ hưu sớm. Ngày 29 tháng 11 năm 2006, Quốc hội đã thông qua và phê chuẩn Nghị quyết số 71/2006/NQ-QH11, Nghị định thư gia nhập Hiệp định thành lập Tổ chức Thương mại thế giới (WTO) của nước Cộng hoà xã hội chủ nghĩa Việt Nam. Trong nhiệm kỳ khóa XI kể cả nhiệm kỳ người tiền nhiệm là Nguyễn Văn An, Quốc hội đã ban hành và sửa đổi 84 bộ luật và 34 pháp lệnh. Quốc hội khóa XI đã thông qua nghị quyết về phương án quy hoạch, xây dựng nhà Quốc hội. 

### Khóa XII

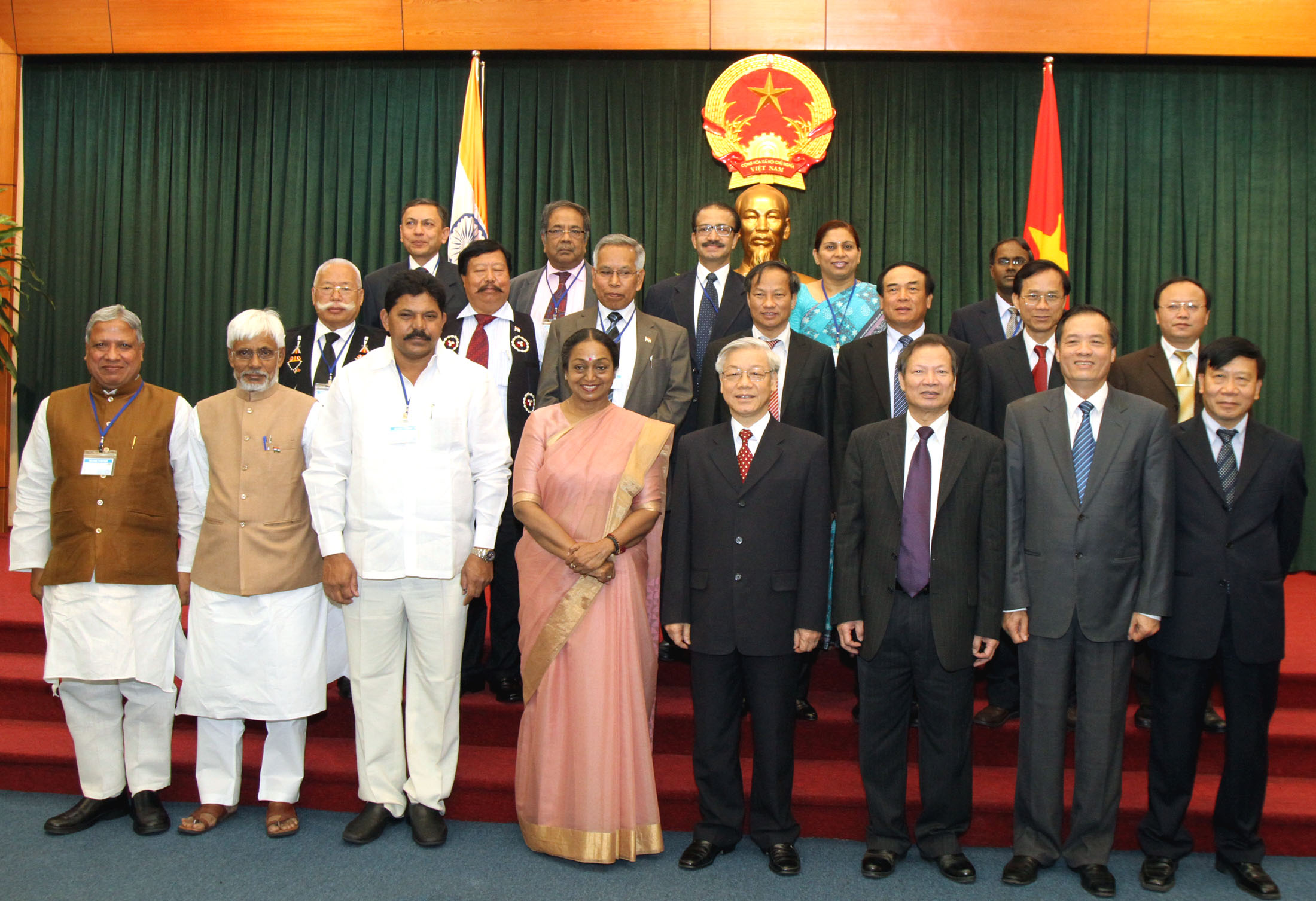
Chủ tịch Hạ viện Ấn Độ Meira Kumar với Tổng Bí thư, Chủ tịch Quốc hội Nguyễn Phú Trọng gặp tại thành phố Hồ Chí Minh

Tại kì họp đầu tiên của Quốc hội khóa XII, Nguyễn Phú Trọng đã tái đắc cử Chủ tịch Quốc hội. Tại nhiệm kỳ Quốc hội khóa XII, Hội trường Ba Đình đã bị tháo dỡ để xây dựng nhà Quốc hội mới, các kỳ họp Quốc hội tiếp theo đã họp ở Hội trường Bộ Quốc phòng trong quá trình xây dựng nhà Quốc hội mới.
Tại kỳ họp thứ 3 khóa XII, Quốc hội đã thông qua Nghị quyết về điều chỉnh địa giới hành chính thành phố Hà Nội và một số tỉnh liên quan và giải thể tỉnh Hà Tây. Từ sau 1/8/2008, cả nước có 63 đơn vị hành chính bao gồm 5 thành phố trực thuộc Trung ương và 58 tỉnh. Kỳ họp thứ 6 khóa XII, Quốc hội đã thông qua Nghị quyết về chủ trương đầu tư Dự án thủy điện Lai Châu. Nghị quyết về chủ trương đầu tư Dự án điện hạt nhân Ninh Thuận.
Quốc hội khóa XII đã thông qua 67 luật và 14 pháp lệnh đồng thời khóa XII cũng rút ngắn thời gian nhiệm kỳ 1 năm để tiến hành bầu cử Quốc hội khóa XIII cho cùng thời gian với cuộc bầu cử đại biểu HĐND các cấp năm 2011. Ngày 19 tháng 1 năm 2011, ông kiêm thêm chức Tổng bí thư kế nhiệm ông Nông Đức Mạnh. Ngày 23 tháng 7 năm 2011, Phó Thủ tướng Thường trực Nguyễn Sinh Hùng đã được bầu làm Chủ tịch Quốc hội. 

## Tổng Bí thư

### Nhiệm kỳ thứ nhất (2011–2016)
Vào ngày 19 tháng 1 năm 2011, ông đắc cử chức Tổng Bí thư Ban Chấp hành Trung ương Đảng Cộng sản Việt Nam kế nhiệm Nông Đức Mạnh. 

#### Đối ngoại

##### Trung Quốc
Ngày 11 tháng 10 năm 2011, ông thực hiện chuyến công du đầu tiên đến Trung Quốc với tư cách là Tổng bí thư. Theo TTXVN, 2 ông Hồ Cẩm Đào và Nguyễn Phú Trọng đều đồng ý tránh làm phức tạp tình hình tại biển Đông và bình tĩnh xử lý những bất đồng thông qua đàm phán hòa bình. Phó Chủ tịch nước Trung Quốc Tập Cận Bình đã đến Việt Nam để cụ thể hóa những kết quả, nhận thức chung mà lãnh đạo Việt - Trung đã nêu khi ông Trọng đến Trung Quốc trong chuyến thăm tháng 10 trước đó. Năm 2015, ông Trọng đã có chuyến thăm đến Trung Quốc, theo TTXVN, hai nhà lãnh đạo nhấn mạnh tiếp tục nỗ lực thực hiện tốt phương châm "láng giềng hữu nghị, hợp tác toàn diện, ổn định lâu dài, hướng tới tương lai" và tinh thần "láng giềng tốt, bạn bè tốt, đồng chí tốt, đối tác tốt," luôn nắm vững phương hướng phát triển của quan hệ Việt - Trung.

##### Hoa Kỳ

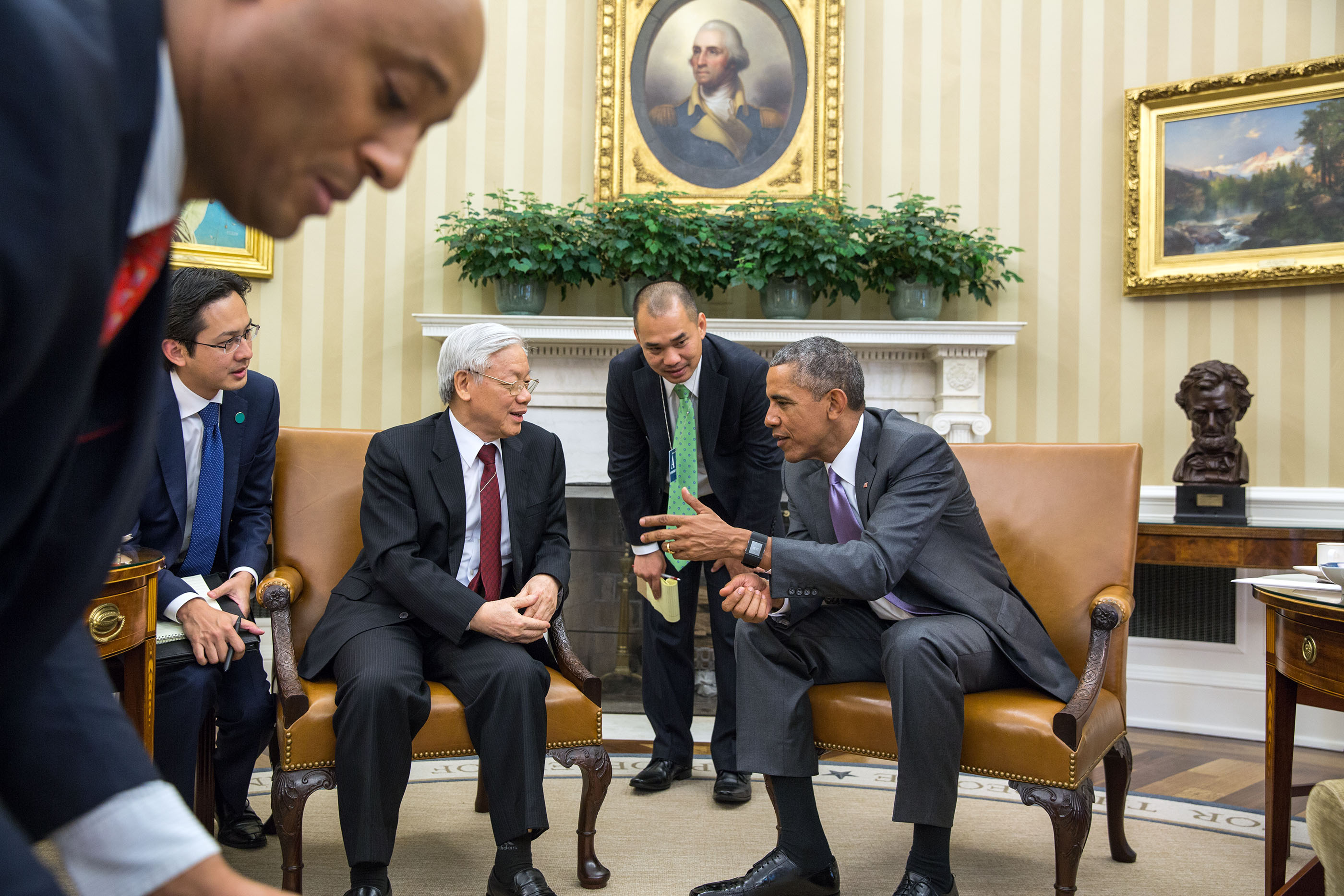
Ông Barack Obama và ông Nguyễn Phú Trọng nói chuyện tại nhà Trắng, năm 2015

Năm 2015, ông Nguyễn Phú Trọng lần đầu công du đến Hoa Kỳ. Ông cũng là Tổng bí thư đầu tiên đặt chân đến Hoa Kỳ. trong chuyến thăm ông đã gặp Tổng thống Obama đây được coi là cuộc gặp lịch sử sau 20 năm bình thường hóa quan hệ ngoại giao Việt – Mỹ, 2 năm thiết lập quan hệ Đối tác toàn diện. Ông còn gặp Phó tổng thống Biden và cựu Tổng thống Clinton. Tại buổi nói chuyện ở Trung tâm nghiên cứu chiến lược và quốc tế, ông đã thẳng thắn nói về về dân chủ tại Việt Nam với học giả Mỹ.

##### Ấn Độ

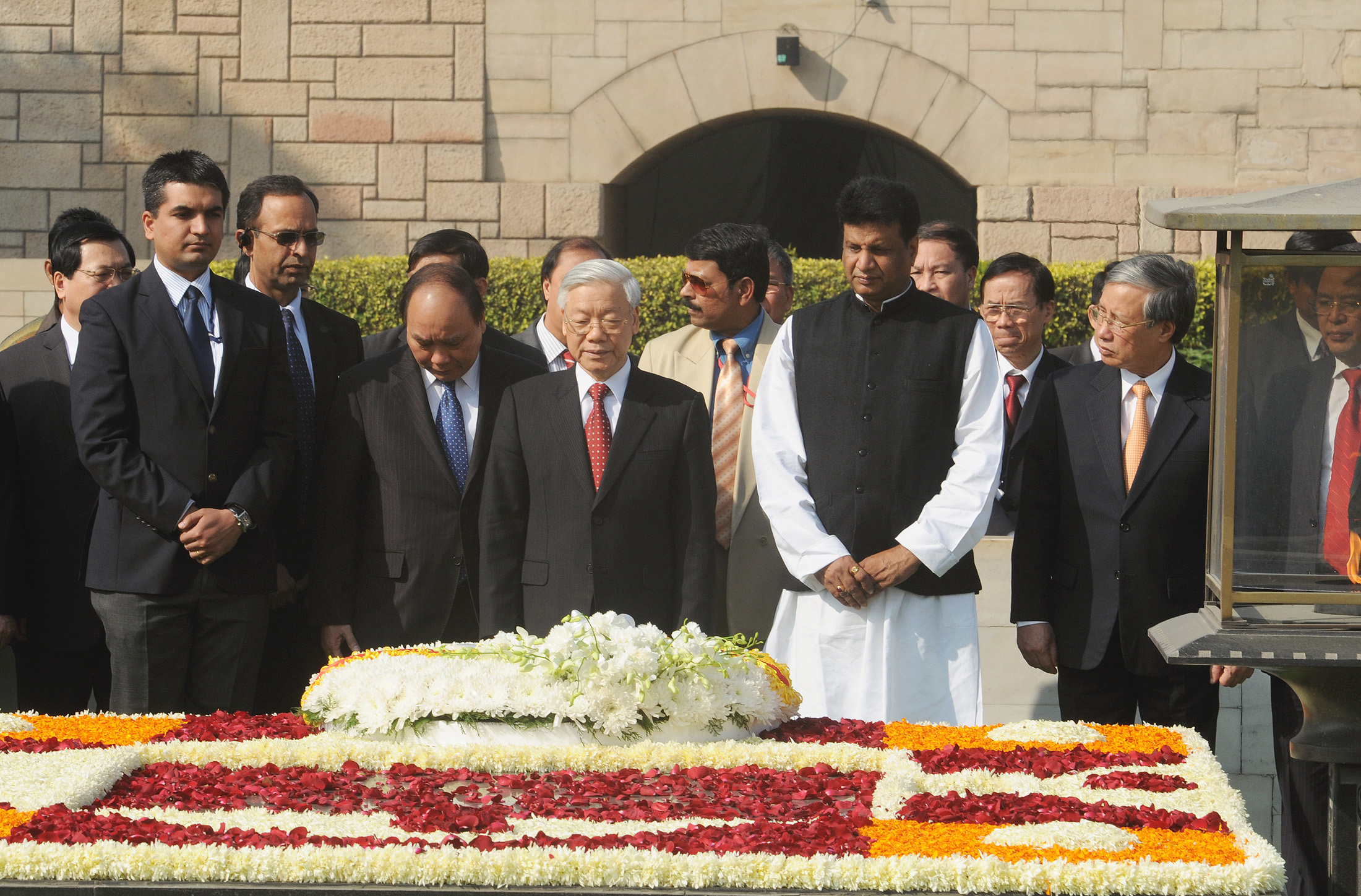
Ông Trọng thực hiện nghi thức rắc hoa tại Rajghat tưởng niệm Mahatma Gandhi, năm 2013

Ngày 20 tháng 11 năm 2013, ông Trọng thăm chính thức Ấn Độ. Chuyến thăm cấp Nhà nước tới Ấn Độ lần này cũng nhằm góp phần vào việc tăng cường quan hệ Việt Nam - Ấn Độ, đưa quan hệ đối tác chiến lược giữa hai nước lên tầm cao mới, thực chất hơn, hiệu quả cao hơn.

##### Nga
Trong thời ông Trọng Việt Nam và Nga đã nâng cấp quan hệ lên mức Đối tác chiến lược toàn diện vào năm 2012. Trong sự kiện Nga sáp nhập Crimea, Việt Nam đã bỏ phiếu trắng về tuyên bố việc Crimea sáp nhập vào Nga thông qua trưng cầu dân ý là vô hiệu tại Liên hợp quốc.

### Nhiệm kỳ thứ hai (2016–2021)

#### Hoạt động nội bộ Đảng
Ngày 27 tháng 1 năm 2016, Nguyễn Phú Trọng đã tiếp tục tái đắc cử chức vụ trên tại Đại hội Đảng Cộng sản Việt Nam XII. Trong giữa nhiệm kỳ, Thường trực Ban Bí thư Đinh Thế Huynh đã không xuất hiện trong một khoảng thời gian, nguyên nhân sau đó được ra là ông Huynh nghỉ để chữa bệnh. Ông Trần Quốc Vượng đã được chọn để thay thế vào ngày 2 tháng 3 năm 2018, trước đó ông Vượng đã giữ Quyền Thường trực Ban Bí thư.  

#### Chiến dịch chống tham nhũng
Kể từ khi giữ chức vụ Tổng Bí thư năm 2016, Nguyễn Phú Trọng đã đề ra một chiến dịch chống tham nhũng quy mô lớn, với hàng ngàn quan chức, bao gồm cả các chính trị gia cao cấp, bị xử lý kỷ luật, miễn nhiệm hoặc bắt giam. Ông ví chiến dịch này với việc "đốt lò", vì vậy nó có tên gọi là "chiến dịch đốt lò". Chiến dịch được các nhà quan sát cho là một nỗ lực của Đảng trong việc giành lại quyền lực và uy thế cũng như củng cố lòng tin của người dân vào chính quyền và sự dẫn dắt của Đảng. Chiến dịch đốt lò đã khiến hàng ngàn quan chức cấp cao bị xử lý kỷ luật, đi tù, buộc thôi giữ các chức vụ trong Trung ương Đảng và Nhà nước. Đặc biệt trong nhiệm kỳ thứ 3 của mình, ông Trọng đã xử lý nhiều vụ án tiêu biểu như Vụ án sai phạm tại Công ty cổ phần Công nghệ Việt Á, Vụ chuyến bay "giải cứu" công dân trở về nước do đại dịch COVID-19, Vụ sai phạm tại Tập đoàn Phúc Sơn, ... đã làm cho 2 Chủ tịch nước và 1 Chủ tịch Quốc hội từ chức, 4 Ủy viên Bộ Chính trị khác phải thôi giữ chức vụ và nhiều quan chức Bộ Ngoại giao, Bộ Y tế phải đi tù. Trong nhiệm kỳ trước đó, chiến dịch đốt lò đã khiến cho 1 Ủy viên Bộ Chính trị phải đi tù và 3 Ủy viên Bộ Chính trị khác bị kỷ luật.

#### Chủ tịch nước (2018–2021)

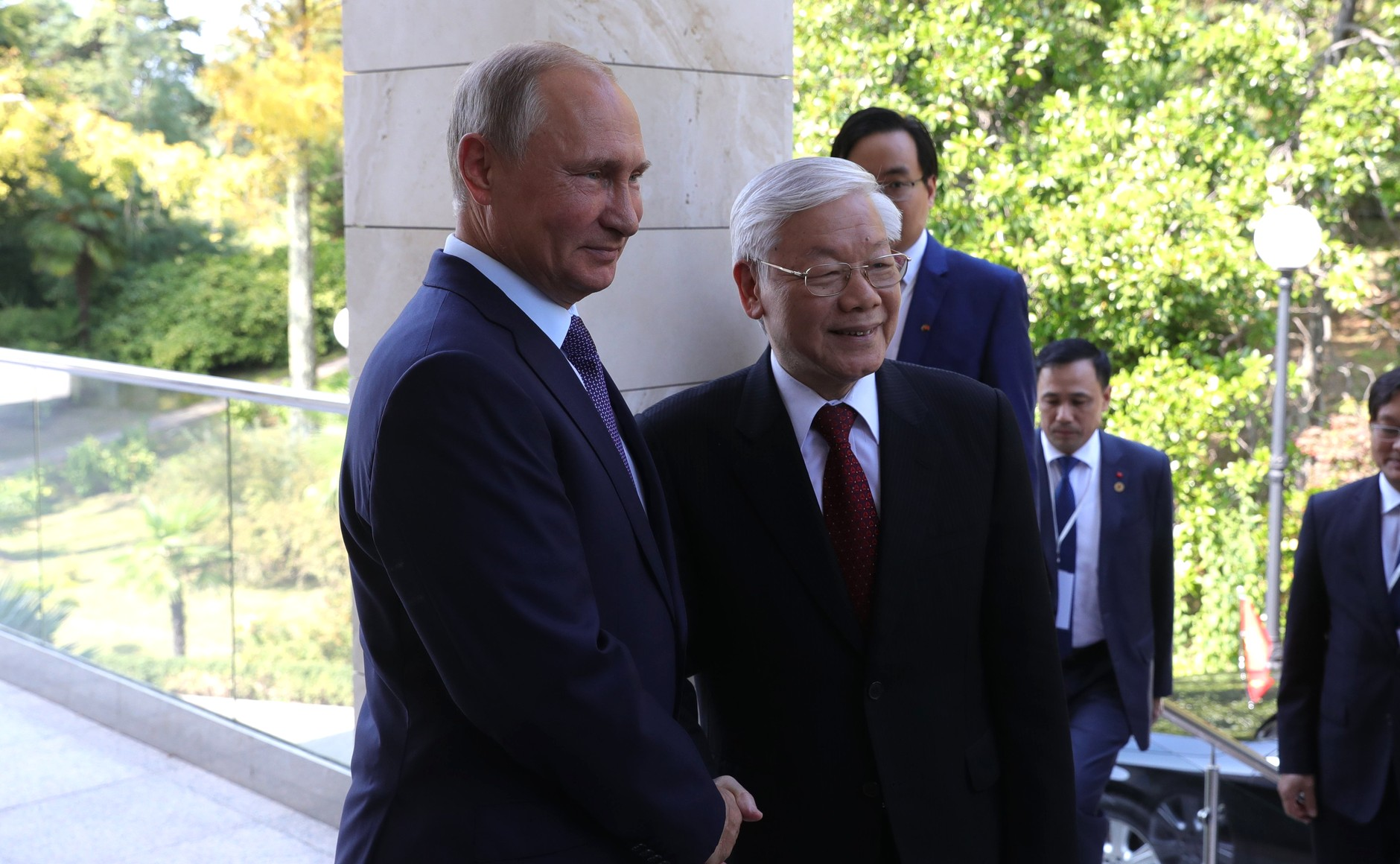
Ông Trọng gặp Tổng thống Putin vào tháng 9 năm 2018 trước khi làm Chủ tịch nước

Ngày 23 tháng 10 năm 2018, Quốc hội Việt Nam khóa XIV đã bầu Nguyễn Phú Trọng làm Chủ tịch nước Cộng hòa xã hội chủ nghĩa Việt Nam nhiệm kỳ 2016–2021 do người trước đó là Trần Đại Quang đã qua đời, ông trở thành người quyền lực nhất Việt Nam và là người thứ ba trong lịch sử kiêm nhiệm 2 chức vụ quyền lực sau Hồ Chí Minh và Trường Chinh. Vào lúc 15h15 cùng ngày, ông chính thức tuyên thệ nhậm chức. Ngày 28 tháng 12 năm 2018, ông được phân công làm Chủ tịch danh dự của Hội Chữ thập đỏ Việt Nam.

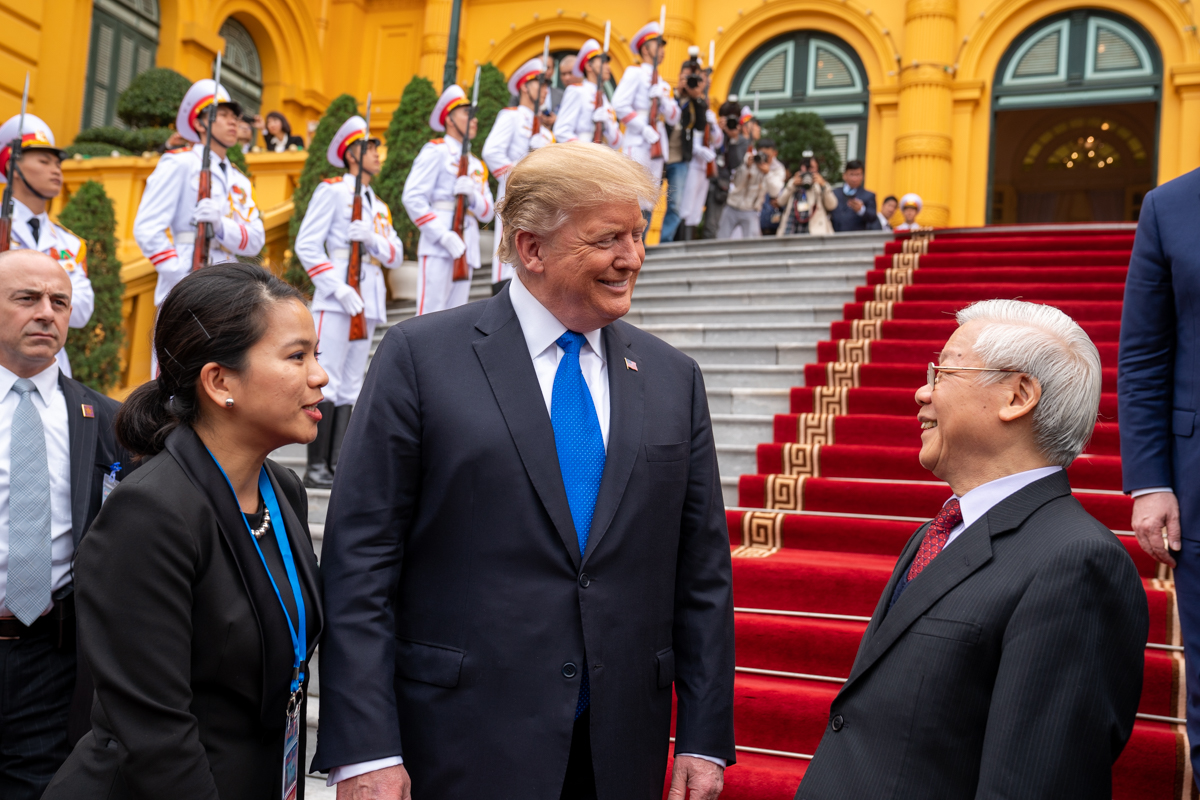
Tổng bí thư, Chủ tịch nước Nguyễn Phú Trọng đón tiếp Tổng thống Trump, năm 2019

Năm 2019, Việt Nam được chọn làm tổ chức Hội nghị thượng đỉnh Triều Tiên – Hoa Kỳ. Ông Nguyễn Phú Trọng đã gặp và tiếp đón cả hai phía. Vào ngày 14 tháng 4 năm 2019, Nguyễn Phú Trọng đã có chuyến công tác cơ sở tại tỉnh Kiên Giang. Tại đây, do lịch trình công tác dày đặc và thời tiết nắng nóng bất thường đã khiến ông lâm bệnh. Theo thông cáo báo chí chính thức của Phát ngôn Viên Bộ Ngoại giao Việt Nam loan báo ngày 25 tháng 4 năm 2019, bà Lê Thị Thu Hằng đã xác nhận rằng "Do cường độ làm việc cao, thời tiết thay đổi đã ảnh hưởng tới sức khỏe của Tổng Bí thư, Chủ tịch nước Nguyễn Phú Trọng [...]". Ngày 25 tháng 4, Chủ tịch Quốc hội Nguyễn Thị Kim Ngân nói rằng sức khỏe của ông đã ổn định, nhưng tại tang lễ của cựu Chủ tịch nước Lê Đức Anh vào ngày 3 tháng 5 ông đã không xuất hiện dù làm trưởng ban.
Trong năm 2020, trước đại dịch Covid-19 bùng nổ ông đặc biệt lưu ý "Tuyệt đối không được chủ quan, thỏa mãn" sau khi công tác chống dịch gian qua có chỉ đạo rất kịp thời đạt được những kết quả tích cực. Theo ông để chiến thắng được dịch là sự đoàn kết. Ngày 10 tháng 3 năm 2021, ông Trọng đã tặng Huân chương Lao động hạng ba cho công ty Việt Á theo đề nghị của Ủy ban nhân dân Thành phố Hồ Chí Minh về thành tích nghiên cứu, chế tạo và ứng dụng sinh phẩm xét nghiệm RT-PCR. Sau khi bê bối xảy ra ông Nguyễn Xuân Phúc đã thu hồi lại Huân chương này vào ngày 23 tháng 6 năm 2022.
Ngày 5 tháng 4 năm 2021, Quốc hội đã miễn nhiệm chức Chủ tịch nước đối với ông dù khóa XIV chưa hết nhiệm kỳ, Thủ tướng Nguyễn Xuân Phúc sau đó đã được bầu làm Chủ tịch nước kế nhiệm ông. Ông từng là Chủ tịch nước có nhiệm kỳ ngắn nhất Việt Nam cho đến khi ông Phúc thôi chức Chủ tịch nước vào ngày 18 tháng 1 năm 2023.

### Nhiệm kỳ thứ ba (2021–2024)

#### Hoạt động nội bộ Đảng
Vào ngày 31 tháng 1 năm 2021, Nguyễn Phú Trọng trở thành trường hợp đặc biệt tái đắc cử Tổng Bí thư Ban Chấp hành Trung ương Đảng Cộng sản Việt Nam nhiệm kì thứ ba liên tiếp tại Đại hội Đại biểu toàn quốc lần thứ XIII Đảng Cộng sản Việt Nam dù chức Tổng bí thư bị giới hạn 2 nhiệm kỳ.
Ngày 1 tháng 2 năm 2021, Tổng bí thư, Chủ tịch nước Nguyễn Phú Trọng dự họp báo. Trả lời câu hỏi của phóng viên về sức khỏe, ông đã chia sẻ: "Tôi hay nói chúc mừng hay chúc lo. Mừng thì mừng rồi nhưng lo nhiều hơn vì sắp tới nhiệm vụ còn lớn, nhiều, khó khăn, phức tạp; còn nhiều nguy cơ, diễn biễn phức tạp chưa lường hết được. Cảm ơn các bạn đã chúc mừng tôi, thứ hai cũng chúc mừng sức khỏe. Đúng đây là nhân tố rất quan trọng, không nói là quyết định để làm việc. Bây giờ tôi không được khỏe lắm, các đồng chí biết, tuổi cũng đã cao, cũng xin nghỉ rồi, thế nhưng Đại hội bầu phải làm, Đảng viên thì phải chấp hành".
Ngày 2 tháng 4 năm 2021, Quốc hội đã bỏ phiếu miễn nhiệm chức vụ Chủ tịch nước của Nguyễn Phú Trọng với 91,25% phiếu bầu. Tuy nhiên, trên thực tế ông vẫn là lãnh đạo cao nhất của đất nước, với tư cách là Tổng Bí thư Đảng Cộng sản Việt Nam. Tại Hội nghị Trung ương 8, Nguyễn Phú Trọng làm trưởng tiểu ban văn kiện và tiểu ban nhân sự chuẩn bị cho Đại hội 14 của Đảng vào năm 2026.

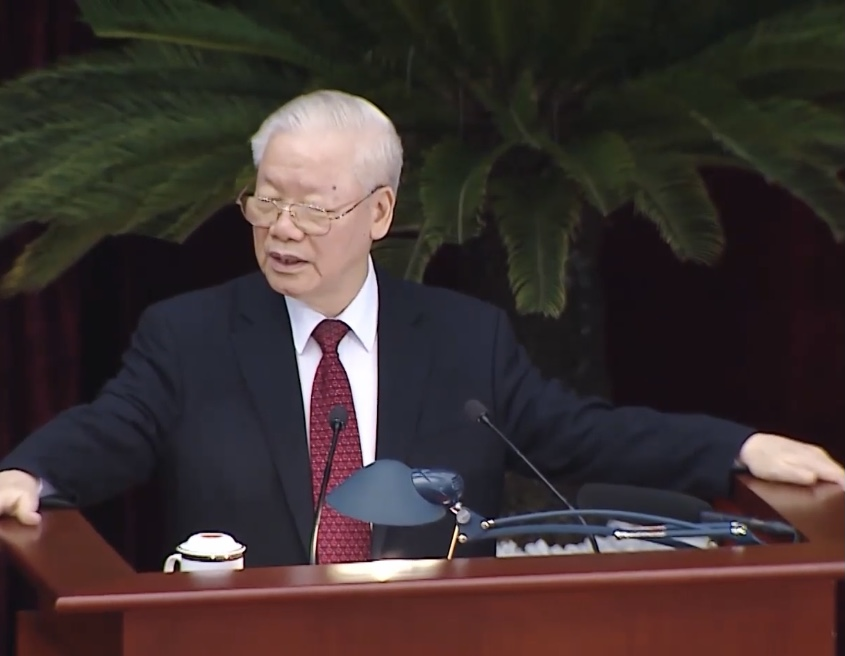
Nguyễn Phú Trọng phát biểu ở kỳ họp trung ương thứ sáu, khóa 13

#### Chiến dịch chống tham nhũng
Trong nhiệm kỳ thứ ba, ông Trọng được cho là đã đẩy mạnh chiến dịch đốt lò của mình. Liên tiếp các quan chức bị bắt và bị khai trừ khỏi Đảng, nổi bật như Tô Anh Dũng trong bê bối chuyến bay giải cứu hay trong bê bối Việt Á đã có hơn 102 bị can trong đó có ba người của Ủy viên Trung ương Đảng là Nguyễn Thanh Long, Chu Ngọc Anh và Phạm Công Tạc, ông Nguyễn Trường Sơn, thứ trưởng bộ Y tế đã phải xin thôi việc sau khi bị kỷ luật vì bê bối này. Ngày 30 tháng 12 năm 2022, hai Phó Thủ tướng là Vũ Đức Đam và Phạm Bình Minh đã thôi làm Uỷ viên Trung ương Đảng, cả hai cũng thôi làm Phó Thủ tướng vào ngày 5 tháng 1 năm 2023 vì hai ông được cho liên quan đến tham nhũng tiêu cực. Chủ tịch nước Nguyễn Xuân Phúc đã phải từ chức trong chiến dịch đốt lò của ông Trọng. Trong buổi gặp mặt các cử tri vào ngày 15 tháng 10 năm 2022, ông nói: "Các bác chờ mấy vụ sắp tới sẽ làm. Có vụ tồn tích lâu rồi, nổi tiếng rồi, thậm chí chạy trốn đi rồi nhưng tôi bảo trốn cũng không thể trốn được. Ngồi đấy chờ mà xem trốn có được không. Ai bao che cũng không được, ai bao che xử lý người bao che. Làm quyết tâm, quyết liệt. Cuộc đấu tranh phòng chống tham nhũng của ta được nhân dân rất hoan nghênh, thế giới nể phục".

#### Đối ngoại

##### Trung Quốc

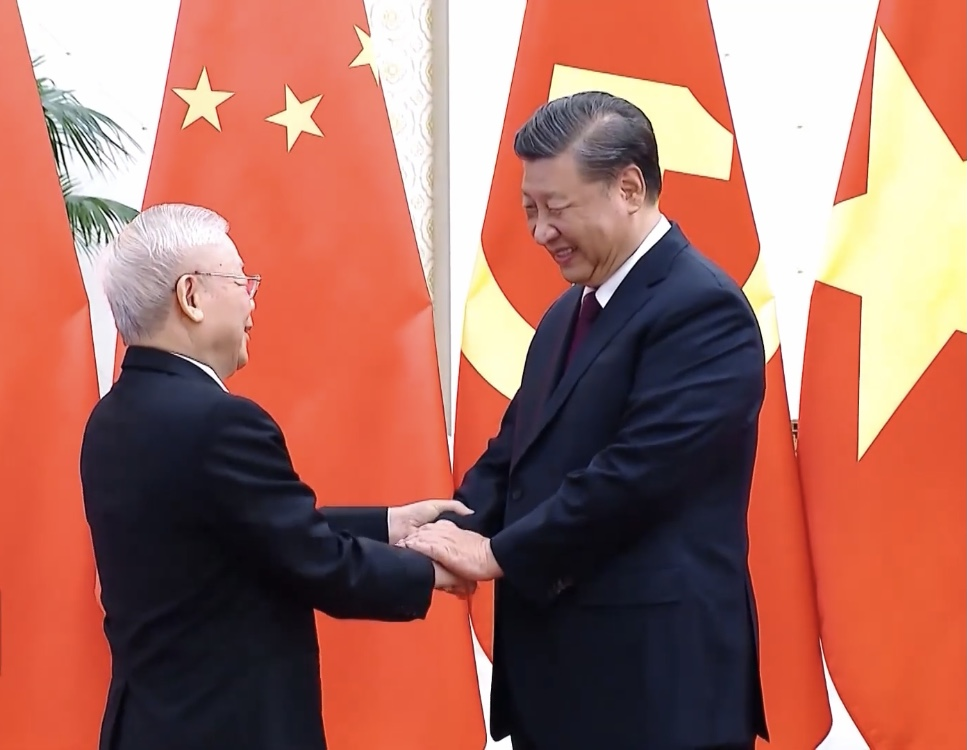
Nguyễn Phú Trọng gặp Lãnh đạo Tập Cận Bình tại Trung Quốc, năm 2022

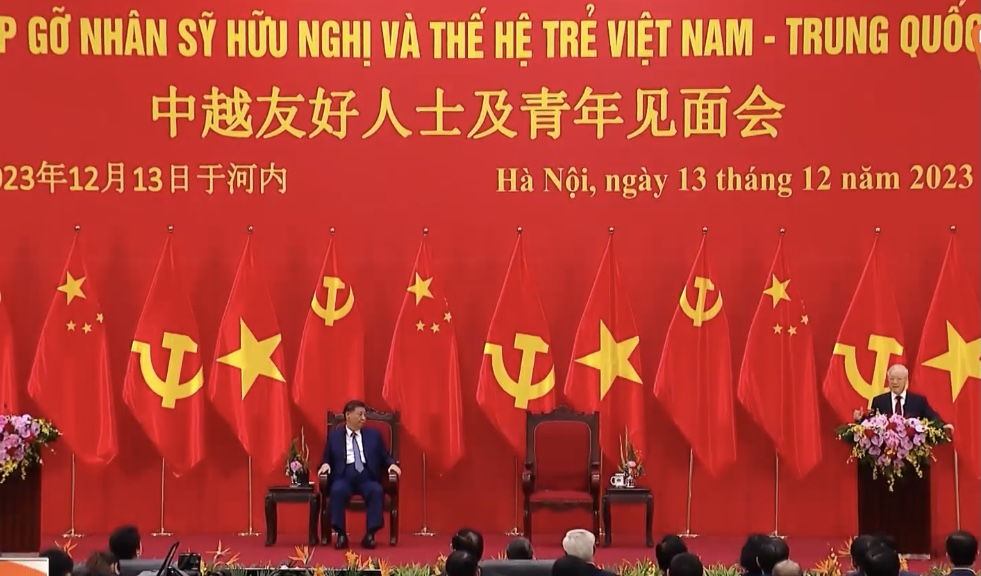
Nguyễn Phú Trọng và Tập Cận Bình tại cuộc gặp với nhân sĩ hữu nghị và thế hệ trẻ Việt Nam-Trung Quốc, năm 2023

Ngày 30 tháng 10 năm 2022, Tổng bí thư Nguyễn Phú Trọng thăm Trung Quốc. Ông là nhà lãnh đạo đầu tiên thực hiện chuyến công du đầu tiên đến Trung Quốc sau Đại hội XX. Tại đây, hai nhà lãnh đạo đã đi sâu trao đổi ý kiến chân thành, thẳng thắn về vấn đề trên biển; cho rằng kiểm soát thỏa đáng bất đồng, duy trì hòa bình, ổn định ở Biển Đông vô cùng quan trọng; nhất trí xử lý ổn thỏa vấn đề trên biển, đóng góp tích cực cho hòa bình, an ninh lâu dài ở khu vực. Chiều ngày 31 tháng 10 năm 2022, ông đã được Tổng Bí thư, Chủ tịch nước Trung Quốc Tập Cận Bình đã trao Huân chương Hữu nghị tại Đại Lễ đường Nhân dân ở thủ đô Bắc Kinh để ghi nhận công lao của ông trong việc duy trì mối quan hệ hữu nghị truyền thống tốt đẹp Trung Quốc và Việt Nam.
Ngày 12 tháng 12 năm 2023, Nguyễn Phú Trọng đã chủ trì lễ đón Lãnh đạo Trung Quốc Tập Cận Bình tại Phủ Chủ tịch nhân chuyến thăm từ ngày 12 đến ngày 13 tháng 12 năm 2023, tại cuộc hội đàm hai bên đã nhất trí xây dựng "Cộng đồng chia sẻ tương lai Việt Nam - Trung Quốc có ý nghĩa chiến lược", 36 văn kiện đã được kí kết ngay sau đó. Ngày hôm sau, hai người đã có cuộc gặp gỡ nhân sĩ hữu nghị và thế hệ trẻ Việt Nam-Trung Quốc, Nguyễn Phú Trọng sau đó đã mời ông Tập thưởng trà trước khi về lại Trung Quốc.

##### Nga

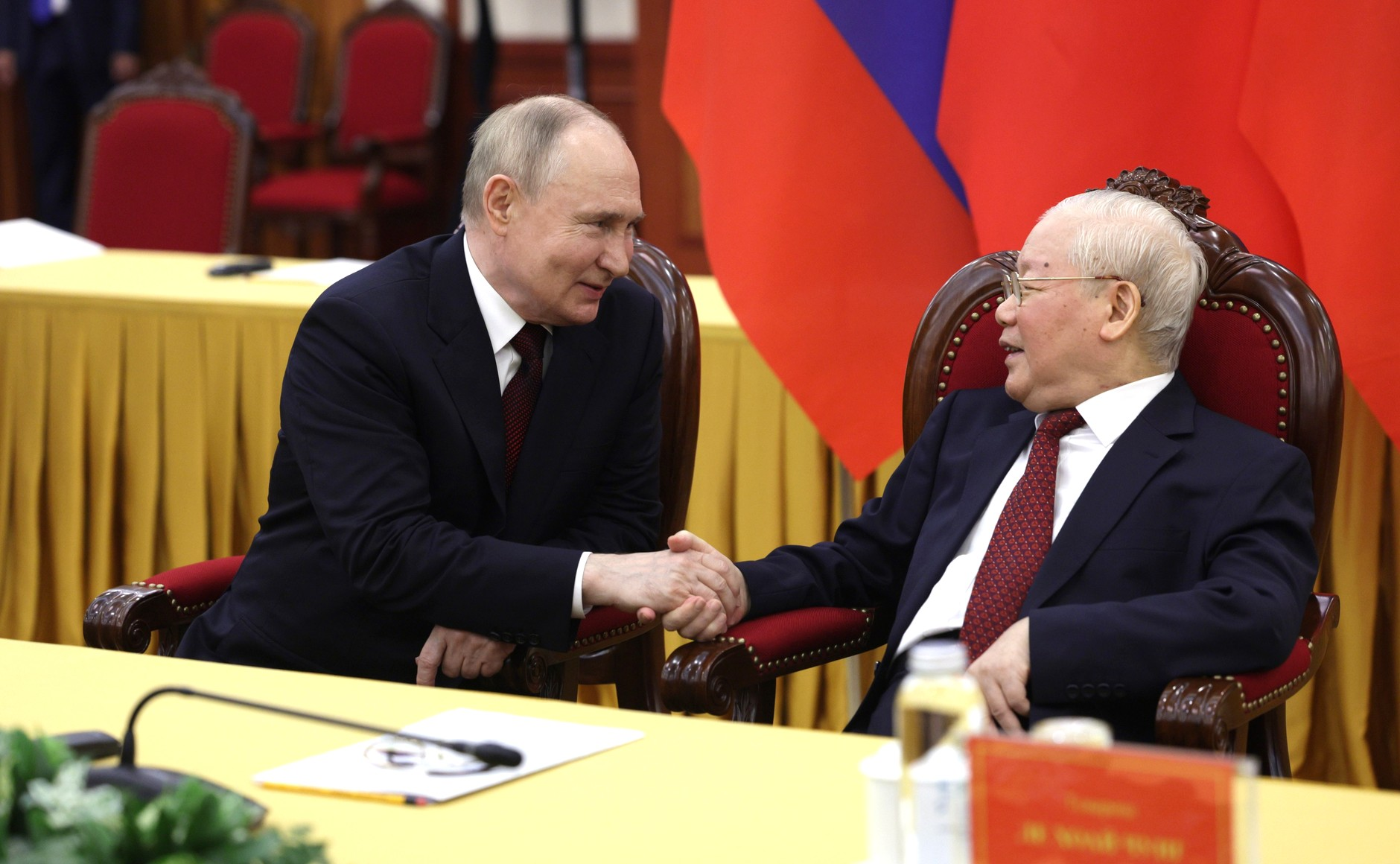
Tổng thống Nga Vladimir Putin và Tổng Bí thư Nguyễn Phú Trọng ở Hà Nội, năm 2024. Lần cuối cùng ông Trọng xuất hiện trước công chúng

Khi cuộc chiến giữa Nga và Ukraine nổ ra, Việt Nam giữ quan điểm trung lập. Việt Nam đã bỏ phiếu trắng tại hầu hết các buổi bỏ phiếu của Liên hợp quốc. Trong chuyến thăm kỷ niệm 10 năm thiết lập quan hệ đối tác chiến lược toàn diện, Bộ trưởng ngoại giao Nga Sergei Lavrov khẳng định sự coi trọng của Nga đối với quan hệ đối tác chiến lược toàn diện giữa hai nước, ủng hộ vai trò trung tâm của ASEAN ở khu vực, cảm ơn đóng góp của Việt Nam vào việc thúc đẩy quan hệ Nga-ASEAN trong những năm qua và bày tỏ quan điểm của Nga về các vấn đề quốc tế, trong đó có cuộc xung đột tại Ukraine. Ngày 22 tháng 5 năm 2023, ông Trọng đã hội đàm Chủ tịch Đảng Nước Nga thống nhất, phó chủ tịch Hội đồng an ninh Liên bang Nga Dmitry Medvedev, hai bên đã ra tuyên bố chung về kết quả chuyến thăm chính thức Việt Nam của Chủ tịch Đảng Nước Nga thống nhất Medvedev với mục tiêu tăng cường hợp tác trên các vấn đề khu vực và quốc tế nhằm củng cố hòa bình, an ninh, vì lợi ích của nhân dân hai nước; bảo vệ và tăng cường các nguyên tắc của luật pháp quốc tế, Hiến chương Liên Hiệp Quốc, tiếp tục thúc đẩy quan hệ song phương trên tinh thần các văn kiện, thỏa thuận đã ký giữa lãnh đạo cấp cao hai nước. Ngày 19 tháng 6 năm 2024, ông đã tiếp Tổng thống Nga Vladimir Putin trong chuyến thăm Việt Nam của ông Putin. Ông Trọng dã đánh giá cao chuyến thăm của ông Putin và khẳng định mối quan hệ đối tác chiến lược toàn diện Việt-Nga.

##### Hoa Kỳ

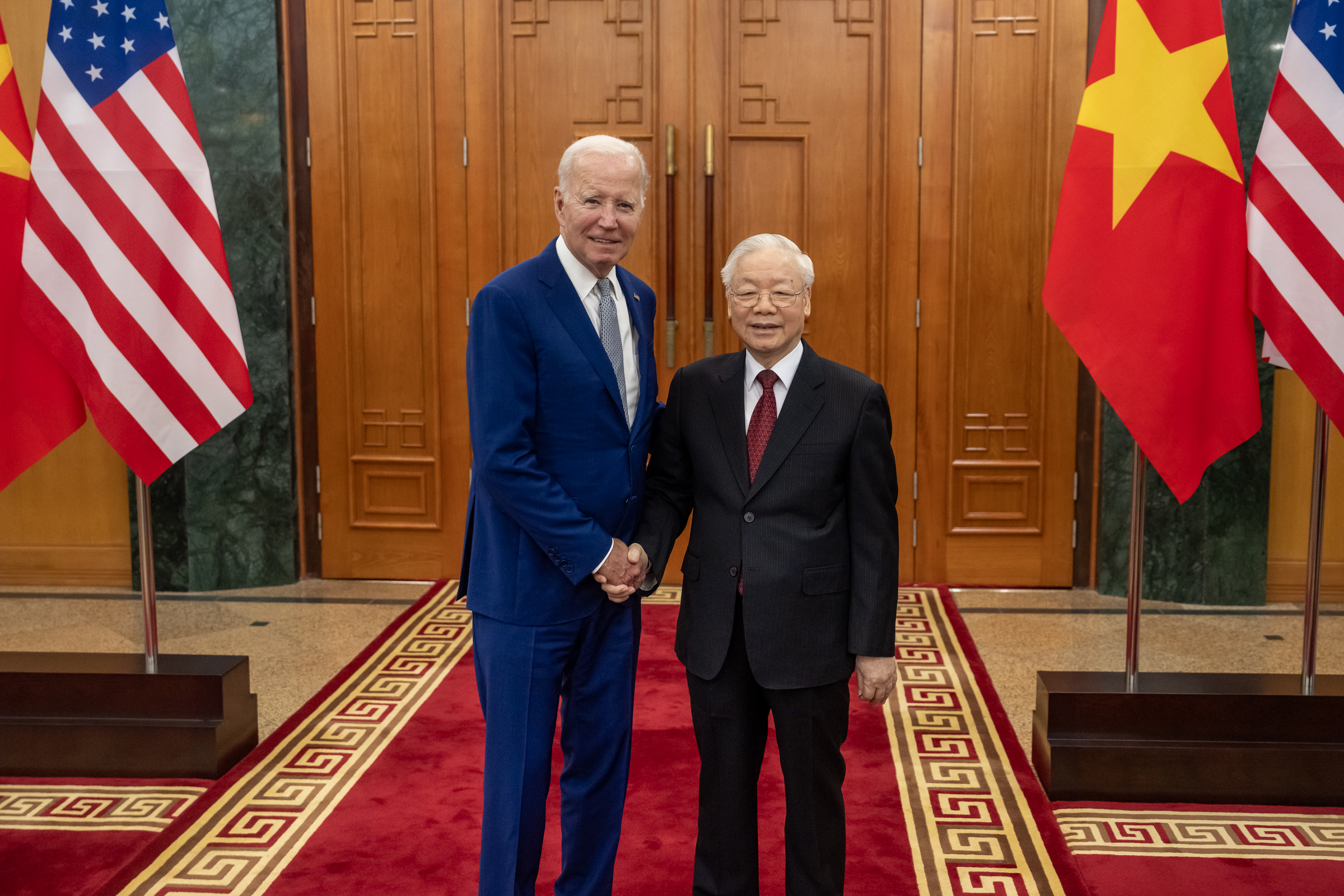
Tổng bí thư Nguyễn Phú Trọng và Tổng thống Joe Biden tại Văn phòng Trung ương Đảng

Ngày 10 tháng 9 năm 2023, Tổng thống Joe Biden đã có chuyến thăm đầu tiên đến Việt Nam theo lời mời của Nguyễn Phú Trọng, chuyến thăm lần này của Tổng thống Biden đúng vào dịp kỷ niệm tròn 10 năm thiết lập quan hệ Đối tác toàn diện của hai nước. Đồng thời Ban Đối ngoại Trung ương cũng tuyên bố nâng cấp quan hệ Việt-Mỹ lên Đối tác Chiến lược Toàn diện, đây là trường hợp đặc biệt vì hai nước đã bỏ qua mức Đối tác Chiến lược. Tổng bí thư Nguyễn Phú Trọng đã đích thân chủ trì lễ đón chính thức Tổng thống Biden theo nghi thức cao nhất dành cho nguyên thủ quốc gia thay vì Chủ tịch nước Võ Văn Thưởng chủ trì buổi lễ. Sau sự kiện này, Hoa Kỳ đã trở thành Đối tác chiến lược toàn diện thứ 5 của Việt Nam.

## Gia đình
Nguyễn Phú Trọng có vợ là bà Ngô Thị Mận. Ông có 2 người con, gồm 1 con gái lớn là Nguyễn Thị Kim Ngọc (sinh năm 1973)  và 1 con trai là Nguyễn Trọng Trường (sinh năm 1976), và đều là những công chức nhà nước.

## Tranh cãi

### Kiêm nhiệm và tái cử quá hai nhiệm kỳ
Nguyễn Phú Trọng tái đắc cử nhiệm kỳ ba liên tiếp chức vụ Tổng Bí thư Ban Chấp hành Trung ương Đảng Cộng sản Việt Nam ngày 31 tháng 1 năm 2021 tại Đại hội Đại biểu toàn quốc lần thứ XIII Đảng Cộng sản Việt Nam. Tiến sĩ Hà Hoàng Hợp cho rằng: "Đại hội XIII bầu ông Nguyễn Phú Trọng làm Tổng bí thư khóa 3 liên tiếp, theo tôi là trái Điều lệ Đảng năm 2011 (Điều 17)... Bầu ông Nguyễn Phú Trọng làm Tổng bí thư khóa 3 liên tiếp, sẽ không trái Điều lệ, nếu điều 17 được sửa [...] Làm trái Điều lệ là việc làm sai phạm căn bản - không thể nói khác được". Điều 17 Điều lệ Đảng quy định "Đồng chí Tổng Bí thư giữ chức vụ Tổng Bí thư không quá hai nhiệm kỳ liên tiếp". Tuy nhiên, Nguyễn Phú Trọng trả lời trước các nhà báo vào ngày 1 tháng 2 năm 2021 rằng ông đã báo cáo về vấn đề tuổi cao, sức khỏe và xin nghỉ nhưng vì được Đại hội bầu nên phải chấp hành.

### Sức khỏe
Vào ngày 14 tháng 4 năm 2019, Nguyễn Phú Trọng đã có chuyến công tác cơ sở tại tỉnh Kiên Giang. Tại đây, do lịch trình công tác dày đặc và thời tiết nắng nóng bất thường đã khiến ông lâm bệnh. Theo thông cáo báo chí chính thức của Phát ngôn Viên Bộ Ngoại giao Việt Nam loan báo ngày 25 tháng 4 năm 2019, bà Lê Thị Thu Hằng đã xác nhận rằng "Do cường độ làm việc cao, thời tiết thay đổi đã ảnh hưởng tới sức khỏe của Tổng Bí thư, Chủ tịch nước Nguyễn Phú Trọng [...]".
Sau đó vào ngày 25 tháng 4 cùng năm, có thông báo từ Chủ tịch Quốc hội Nguyễn Thị Kim Ngân về sức khỏe của ông đã ổn định. Tuy nhiên, vào ngày 3 tháng 5 năm 2019, trong lễ quốc tang Đại tướng Lê Đức Anh, ông đã không tới dự mặc dù là Trưởng ban Lễ tang. Đầu năm 2024, ông Trọng đã được cho là có vấn đề về sức khỏe khi ông đã không xuất hiện và đón tiếp các lãnh đạo các nước đến thăm theo thông lệ, trong chuyến thăm của Thủ tướng Lào Sonexay Siphandone và mới đây là chuyến thăm của Tổng thống Indonesia Joko Widodo, cả hai đều không gặp mặt ông Trọng theo báo chí trong nước khi đưa tin về hoạt động hai người tại Việt Nam.

## Qua đời và quốc tang

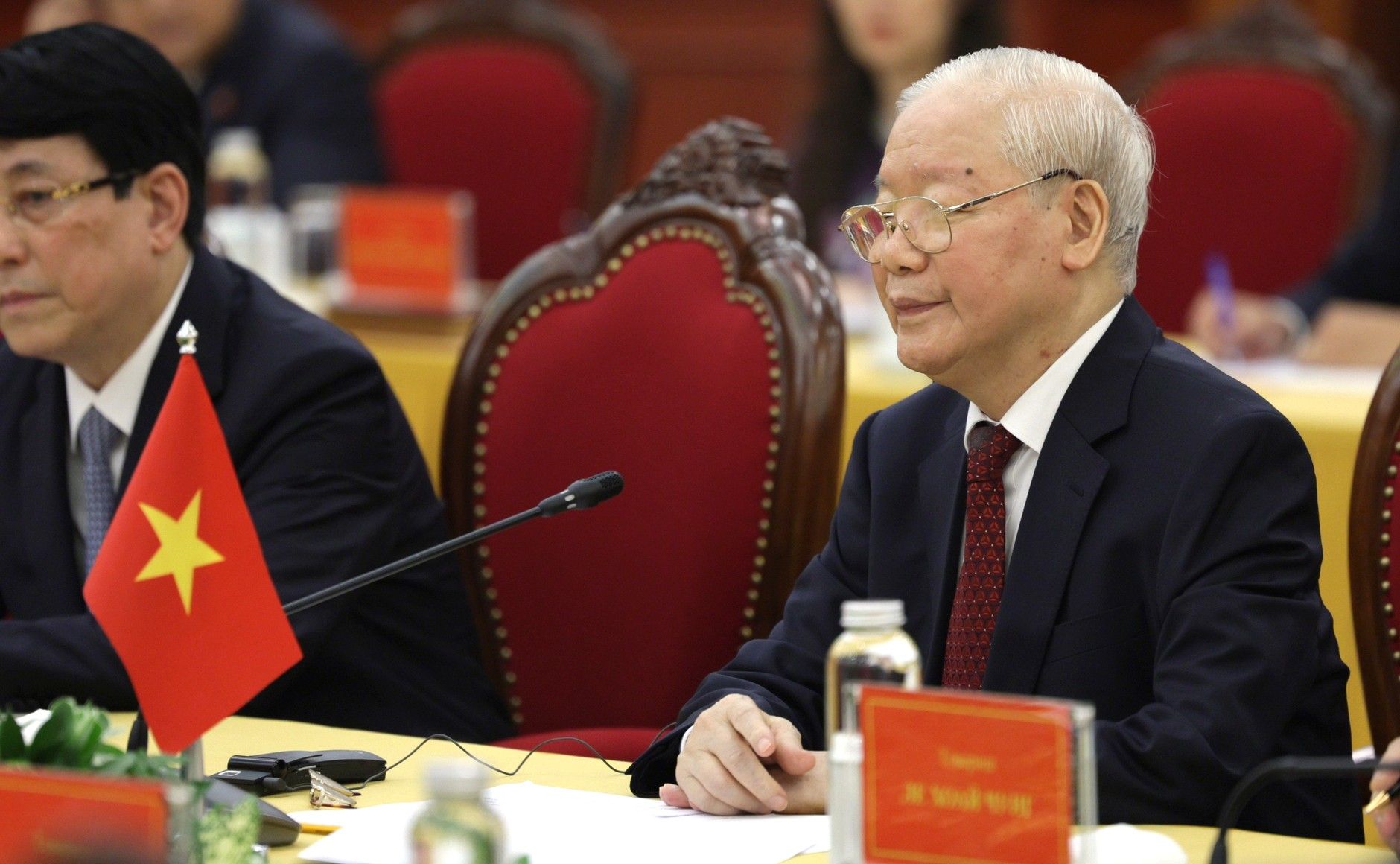
Tổng Bí thư Nguyễn Phú Trọng ngày 20 tháng 6 năm 2024, một tháng trước khi qua đời. Đây cũng là lần xuất hiện cuối cùng của ông.

Ngày 18 tháng 7, Văn phòng Trung ương Đảng đã có thông cáo về thông báo của Bộ Chính trị tình hình sức khỏe của ông Nguyễn Phú Trọng: "Thời gian qua, theo yêu cầu của Hội đồng chuyên môn bảo vệ sức khỏe cán bộ Trung ương, đồng chí Tổng bí thư Nguyễn Phú Trọng vừa điều hành công việc, vừa điều trị, chăm sóc sức khỏe. Bộ Chính trị, Ban Bí thư, các đồng chí lãnh đạo chủ chốt và đồng chí Thường trực Ban Bí thư đã trực tiếp chỉ đạo các cơ quan chuyên môn tập trung huy động đội ngũ các giáo sư, bác sĩ, nhân viên y tế, chuyên gia đầu ngành và những điều kiện thuận lợi nhất để điều trị, chăm sóc sức khỏe cho đồng chí Tổng bí thư". Trong thông báo, Chủ tịch nước Tô Lâm chủ trì công việc của Ban Chấp hành Trung ương Đảng, Bộ Chính trị, Ban Bí thư theo trách nhiệm, quyền hạn được Bộ Chính trị quy định.
Ông qua đời vào lúc 13 giờ 38 phút ngày 19 tháng 7 năm 2024 tại Bệnh viện Trung ương Quân đội 108 sau thời gian lâm bệnh, theo thông tin từ Ban Bảo vệ, Chăm sóc sức khỏe cán bộ Trung ương, hưởng thọ 80 tuổi.
Các nhà lãnh đạo Lào, Campuchia, Trung Quốc, Nga và Cuba đã gửi lời chia buồn. Đại sứ Hoa Kỳ tại Việt Nam Marc Knapper cũng gửi lời chia buồn. Sau đó lãnh đạo các nước Ấn Độ, Hoa Kỳ, Nhật Bản, Hàn Quốc, Úc, Liên Hợp Quốc và nhiều lãnh đạo đến từ nhiều quốc gia cũng gửi thư chia buồn.
Để tưởng nhớ ông, Cuba tuyên bố để tang từ 6 giờ ngày 20 tháng 7 tới 24 giờ ngày 21 tháng 7, và nghi thức quốc tang sẽ diễn ra trong cả ngày 22 tháng 7 năm 2024. Lào tuyên bố Quốc tang ngày 25 đến 26 tháng 7, treo cờ rủ và hạn chế mọi hoạt động vui chơi giải trí trong hai ngày này.

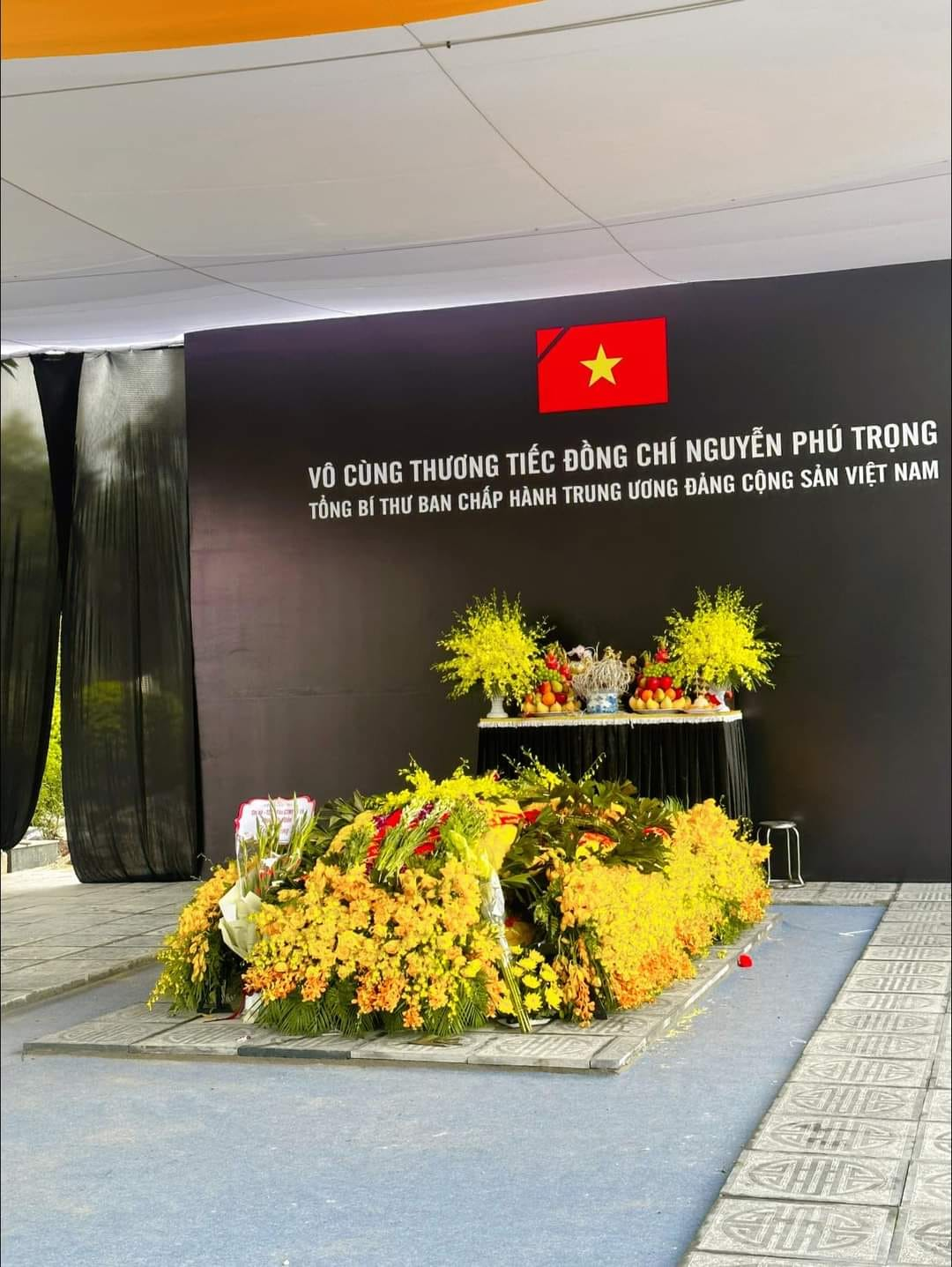
Phần mộ Tổng Bí thư Nguyễn Phú Trọng sau Quốc tang

Lễ quốc tang của ông được tổ chức trong 2 ngày (25 và 26 tháng 7 năm 2024) và Chủ tịch nước Tô Lâm làm Trưởng ban lễ tang. Lễ viếng của ông bắt đầu từ lúc 7 giờ sáng ngày 25 tháng 7 năm 2024. Lễ truy điệu được tổ chức vào lúc 13 giờ ngày 26 tháng 7 năm 2024. Vào lúc 15 giờ cùng ngày, ông được an táng tại Nghĩa trang Mai Dịch. Trong số những người tham dự có Thủ tướng Hàn Quốc Han Duck-soo, cựu Thủ tướng Nhật Bản Suga Yoshihide và một số viên chức cấp cao khác từ Trung Quốc, Cuba và Ấn Độ. Ngoại trưởng Hoa Kỳ Antony Blinken cũng đã đến Việt Nam để thăm và chia buồn với gia đình vào ngày 27 tháng 7 năm 2024.

## Đánh giá
Trong một bài viết trên The Washington Post, nhà báo Rebecca Tan đã gọi sự lãnh đạo của Nguyễn Phú Trọng đối với Việt Nam trong một thời kỳ chuyển đổi mạnh mẽ với việc mở cửa kinh tế đất nước để thu hút sự đầu tư và hợp tác kinh tế với nhiều quốc gia, trong khi đó lại thắt chặt sự kiểm soát của Đảng đối với sự bất ổn trong nước. Trong bối cảnh đất nước trải qua tự do hóa chính trị vào năm 2000, thì dưới thời ông Trọng lãnh đạo, Đảng Cộng sản Việt Nam được đánh giá đã mở rộng quyền lực hơn bao gồm việc gây sức ép đối với các công ty công nghệ như Meta (Facebook) để kiểm soát quyền tự do ngôn luận. Đồng thời, ông cũng được đánh giá là gây dựng nên một chiến dịch chống tham nhũng đầy đặc trưng, mặc dù đã dẫn đến một giai đoạn bất ổn chính trị trong nước.
Về chiến dịch chống tham nhũng do Nguyễn Phú Trọng phát động, hãng tin AFP của Pháp dẫn lời của chuyên gia cho rằng chiến dịch đã góp phần thúc đẩy nền kinh tế, điều có thể thấy rõ ở tốc độ tăng trưởng kinh tế của Việt Nam trong những năm gần đây. GDP năm 2023 của Việt Nam tăng trưởng khoảng 5%. AFP nhận định: "Việt Nam cũng đã trở thành một phần quan trọng trong chuỗi cung ứng của một số doanh nghiệp quan trọng nhất thế giới trong thập niên qua".
Về đối ngoại, cũng theo AFP, dưới sự lãnh đạo của Nguyễn Phú Trọng, Việt Nam đã tăng cường quan hệ với các nước, trong đó có liên kết các nước lớn.
Hãng tin Reuters nêu bật vai trò lãnh đạo của ông trong hơn một thập kỷ qua, khi Việt Nam đạt được tốc độ tăng trưởng kinh tế nhanh chóng và nâng cao quan hệ với cả Trung Quốc và Hoa Kỳ bằng chính sách "ngoại giao cây tre". Theo Reuters, Tổng thống Hoa Kỳ Joe Biden đã gửi lời chia buồn, khẳng định người dân của cả hai nước ngày nay được hưởng lợi và có nhiều cơ hội phát triển từ tình hữu nghị giữa hai đất nước chính là nhờ Tổng Bí thư Nguyễn Phú Trọng.
Cùng quan điểm, tờ Nikkei (Nhật Bản) nhận định, trong bối cảnh thế giới chia rẽ, chính sách ngoại giao cân bằng của Tổng Bí thư Nguyễn Phú Trọng đã giúp Việt Nam duy trì được các mối quan hệ tốt đẹp với các nước lớn, trở thành quốc gia duy nhất tiếp đón Chủ tịch Trung Quốc, Tổng thống Hoa Kỳ và Tổng thống Nga trong năm 2024.

## Hoạt động Đại biểu Quốc hội
| Ngày đắc cử         | Quốc hội khóa | Nơi ứng cử/Đoàn Đại biểu             | Đảng phái              | Tỉ lệ            | Nghề nghiệp, chức vụ | Tuổi thắng cử | Ghi chú                           |
| ------------------- | ------------- | ------------------------------------ | ---------------------- | ---------------- | --- | ------------- | --------------------------------- |
| 19 tháng 5 năm 2002 | Khóa XI       | Thành phố Hà Nội                     | Đảng Cộng sản Việt Nam | Không có dữ liệu | Ủy viên Bộ Chính trị, Bí thư Thành ủy Hà Nội, Chủ tịch Hội đồng lý luận Trung ương, Phụ trách công tác lý luận của Đảng. Tại Kỳ họp thứ chín Quốc hội khoá XI, được Quốc hội bầu làm Chủ tịch Quốc hội. | 58 tuổi       |                                   |
| 20 tháng 5 năm 2007 | Khóa XII      | Thành phố Hà Nội                     | Đảng Cộng sản Việt Nam | 88,12%           | Ủy viên Bộ Chính trị; Chủ tịch Quốc hội, Bí thư Đảng đoàn Quốc hội, Ủy viên Hội đồng Quốc phòng và An ninh                                                                                              | 63 tuổi       |                                   |
| 22 tháng 5 năm 2011 | Khóa XIII     | Đơn vị bầu cử số 1, Thành phố Hà Nội | Đảng Cộng sản Việt Nam | 85,63%           | Ủy viên Bộ Chính trị, Tổng Bí thư Ban chấp hành Trung ương Đảng Cộng sản Việt Nam, Bí thư Quân ủy Trung ương                                                                                            | 67 tuổi       |                                   |
| 22 tháng 5 năm 2016 | Khóa XIV      | Đơn vị bầu cử số 1, Thành phố Hà Nội | Đảng Cộng sản Việt Nam | 86,47%           | Ủy viên Bộ Chính trị, Tổng Bí thư Ban chấp hành Trung ương Đảng Cộng sản Việt Nam, Chủ tịch nước Cộng hòa xã hội Chủ nghĩa Việt Nam, Bí thư Quân ủy Trung ương                                          | 72 tuổi       |                                   |
| 23 tháng 5 năm 2021 | Khóa XV       | Đơn vị bầu cử số 1, Thành phố Hà Nội | Đảng Cộng sản Việt Nam | 93,23%           | Ủy viên Bộ Chính trị, Tổng Bí thư Ban chấp hành Trung ương Đảng Cộng sản Việt Nam, Bí thư Quân ủy Trung ương                                                                                            | 77 tuổi       | Qua đời ngày 19 tháng 7 năm 2024. |

## Tác phẩm

### Sách
1. Nguyễn Phú Trọng, Trần Đình Nghiêm, Vũ Hiền. Việt Nam từ năm 1986. Nhà xuất bản Thế giới (1995), 116 trang
2. Nguyễn Phú Trọng. Việt Nam trong tiến trình Đổi Mới. Nhà xuất bản Thế giới (2004), 351 trang.
3. Nguyễn Phú Trọng. Đổi Mới ở Việt Nam: Lý thuyết và thực tiễn. Nhà xuất bản Thế giới (2015), 397 trang.
4. Nguyễn Phú Trọng. Đảng vững mạnh, đất nước phát triển, dân tộc trường tồn, Nhà xuất bản Chính trị quốc gia Sự thật (2015). 1074 trang[100]
5. Nguyễn Phú Trọng, Vững tin vào sự lãnh đạo của Đảng, khó khăn nào cũng vượt qua, Nhà xuất bản Chính trị quốc gia Sự thật (2019), 800 trang.[101]
6. Nguyễn Phú Trọng, Quyết tâm ngăn chặn và đẩy lùi tham nhũng, Nhà xuất bản Chính trị quốc gia Sự thật (2019), 380 trang.[102]
7. Nguyễn Phú Trọng. Đoàn kết, vững tin đưa đất nước bước vào giai đoạn mới. Nhà xuất bản Chính trị quốc gia Sự thật (2021), 752 trang[103].
8. Nguyễn Phú Trọng. Chuẩn bị thật tốt Đại hội Đảng bộ các cấp tiến tới Đại hội đại biểu toàn quốc lần thứ XIII của Đảng. Nhà xuất bản Chính trị quốc gia Sự thật (2021), 196 trang.
9. Nguyễn Phú Trọng. Toàn Đảng, toàn dân chung sức, đồng lòng xây dựng đất nước ta ngày càng phồn vinh, hạnh phúc. Nhà xuất bản Chính trị quốc gia Sự thật (2021), 608 trang.[104]
10. Nguyễn Phú Trọng. Vững bước trên con đường đổi mới - Tập 1. Nhà xuất bản Chính trị quốc gia Sự thật (2021). 824 trang.
11. Nguyễn Phú Trọng. Vững bước trên con đường đổi mới - Tập 2. Nhà xuất bản Chính trị quốc gia Sự thật (2021).  676 trang.
12. Nguyễn Phú Trọng. Một số vấn đề lý luận và thực tiễn về chủ nghĩa xã hội và con đường đi lên chủ nghĩa xã hội ở Việt Nam. Nhà xuất bản Chính trị quốc gia Sự thật (2022), 464 trang
13. Nguyễn Phú Trọng, Kiên quyết, kiên trì đấu tranh phòng, chống tham nhũng, tiêu cực, góp phần xây dựng Đảng và Nhà nước ta ngày càng trong sạch, vững mạnh. Nhà xuất bản Chính trị quốc gia Sự thật (2023), 600 trang.[105]
14. Nguyễn Phú Trọng, Một số vấn đề về đường lối quân sự, chiến lược quốc phòng trong sự nghiệp xây dựng và bảo vệ Tổ quốc Việt Nam xã hội chủ nghĩa thời kỳ mới. Nhà xuất bản Chính trị quốc gia Sự thật (2023), 438 trang.[106]
15. Phát huy truyền thống đại đoàn kết toàn dân tộc, xây dựng đất nước ta ngày càng giàu mạnh, văn minh, hạnh phúc, 3 phần.[107]
16. Quốc hội trong tiến trình đổi mới đáp ứng yêu cầu xây dựng, hoàn thiện Nhà nước pháp quyền xã hội chủ nghĩa Việt Nam (2024), 3 phần.
17. Xây dựng và phát triển nền văn hóa Việt Nam tiên tiến, đậm đà bản sắc dân tộc (2024)[108]

### Bài báo
1. Nguyễn Phú Trọng. Định hướng xã hội chủ nghĩa và con đường đi lên chủ nghĩa xã hội ở Việt Nam, Viện Hàn lâm Khoa học Xã hội Việt Nam, 7 trang, 1996.
2. Nguyễn Phú Trọng. Một số vấn đề lý luận và thực tiễn về chủ nghĩa xã hội và con đường đi lên chủ nghĩa xã hội ở Việt Nam, 2020.[109]

## Khen thưởng
- Huân chương Sao Vàng (2024)[110]
- Huy chương Kháng chiến hạng nhất[111]
- Huân chương Chiến công hạng Nhất
- Huy chương Vì an ninh Tổ quốc
- Kỷ niệm chương Vì sự nghiệp Văn hóa
- Kỷ niệm chương Vì sự nghiệp Báo chí
- Kỷ niệm chương Vì sự nghiệp Giáo dục
- Kỷ niệm chương Vì sự nghiệp phát triển ĐHQGHN
- Huy hiệu 50 năm tuổi Đảng (2018)[112]
- Huy hiệu 55 năm tuổi Đảng (2023)[113]
- Huân chương José Martí của Nhà nước Cuba (2012)[114]
- Giải thưởng Lenin của Đảng Cộng sản Liên bang Nga [115][116]
- Huân chương Hữu nghị của Nhà nước Trung Quốc (2022)[117]
- Huân chương Vàng quốc gia của Chủ tịch nước Cộng hoà Dân chủ Nhân dân Lào [118]